# Amadou Diawara
Amadou Diawara, född 17 juli 1997 i Conakry, är en guineansk fotbollsspelare som spelar för den belgiska klubben RSC Anderlecht.

## Karriär
Den 1 juli 2019 värvades Diawara av Roma, där han skrev på ett femårskontrakt.
Den 31 augusti 2022 värvades Diawara av Anderlecht, där han skrev på ett treårskontrakt.